# Пол Карія
Пол Тецухіко Карія (англ. Paul Tetsuhiko Kariya; 16 жовтня 1974, м. Ванкувер, Канада) — канадський хокеїст, лівий нападник. 
Батько японець, мати — канадійка. Виступав за Університет Мену (NCAA), «Майті Дакс оф Анагайм», «Колорадо Аваланш», «Нашвілл Предаторс», «Сент-Луїс Блюз».
В чемпіонатах НХЛ — 989 матчів (402+587), у турнірах Кубка Стенлі — 46 матчів (16+23).
У складі національної збірної Канади учасник зимових Олімпійських ігор 1994 і 2002 (14 матчів, 6+5); учасник чемпіонатів світу 1993, 1994 і 1996 (24 матчі, 11+17). У складі молодіжної збірної Канади учасник чемпіонатів світу 1992 і 1993.

## Нагороди та досягнення
- Олімпійський чемпіон (2002), срібний призер (1994)
- Чемпіон світу (1994), срібний призер (1996)
- Переможець молодіжного чемпіонату світу (1993)
- Учасник матчу всіх зірок НХЛ (1996, 1997, 1999, 2000, 2001, 2002, 2003)
- Трофей Леді Бінг (1996, 1997)

## Статистика

### Клубні виступи
| Сезон        | Клуб                  | Ліга         | Регулярний сезон | Регулярний сезон | Регулярний сезон | Регулярний сезон | Регулярний сезон | Плей-оф | Плей-оф | Плей-оф | Плей-оф | Плей-оф |
| Сезон        | Клуб                  | Ліга         | І                | Г                | П                | О                | ШХ               | І       | Г       | П       | О       | ШХ      |
| ------------ | --------------------- | ------------ | ---------------- | ---------------- | ---------------- | ---------------- | ---------------- | ------- | ------- | ------- | ------- | ------- |
| 1992–93      | Університет Мену      | НКАА         | 39               | 25               | 75               | 100              | 12               | —       | —       | —       | —       | —       |
| 1993–94      | Університет Мену      | НКАА         | 12               | 8                | 16               | 24               | 4                | —       | —       | —       | —       | —       |
| 1994–95      | Майті Дакс оф Анагайм | НХЛ          | 47               | 18               | 21               | 39               | 4                | —       | —       | —       | —       | —       |
| 1995–96      | Майті Дакс оф Анагайм | НХЛ          | 82               | 50               | 58               | 108              | 20               | —       | —       | —       | —       | —       |
| 1996–97      | Майті Дакс оф Анагайм | НХЛ          | 69               | 44               | 55               | 99               | 6                | 11      | 7       | 6       | 13      | 4       |
| 1997–98      | Майті Дакс оф Анагайм | НХЛ          | 22               | 17               | 14               | 31               | 23               | —       | —       | —       | —       | —       |
| 1998–99      | Майті Дакс оф Анагайм | НХЛ          | 82               | 39               | 62               | 101              | 40               | 3       | 1       | 3       | 4       | 0       |
| 1999–00      | Майті Дакс оф Анагайм | НХЛ          | 74               | 42               | 44               | 86               | 24               | —       | —       | —       | —       | —       |
| 2000–01      | Майті Дакс оф Анагайм | НХЛ          | 66               | 33               | 34               | 67               | 20               | —       | —       | —       | —       | —       |
| 2001–02      | Майті Дакс оф Анагайм | НХЛ          | 82               | 32               | 25               | 57               | 28               | —       | —       | —       | —       | —       |
| 2002–03      | Майті Дакс оф Анагайм | НХЛ          | 82               | 25               | 56               | 81               | 48               | 21      | 6       | 6       | 12      | 6       |
| 2003–04      | Колорадо Аваланч      | НХЛ          | 51               | 11               | 25               | 36               | 22               | 1       | 0       | 1       | 1       | 0       |
| 2005–06      | Нашвілл Предаторс     | НХЛ          | 82               | 31               | 54               | 85               | 40               | 5       | 2       | 5       | 7       | 0       |
| 2006–07      | Нашвілл Предаторс     | НХЛ          | 82               | 24               | 52               | 76               | 36               | 5       | 0       | 2       | 2       | 2       |
| 2007–08      | Сент-Луїс Блюз        | НХЛ          | 82               | 16               | 49               | 65               | 50               | —       | —       | —       | —       | —       |
| 2008–09      | Сент-Луїс Блюз        | НХЛ          | 11               | 2                | 13               | 15               | 2                | —       | —       | —       | —       | —       |
| 2009–10      | Сент-Луїс Блюз        | НХЛ          | 75               | 18               | 25               | 43               | 36               | —       | —       | —       | —       | —       |
| Усього в НХЛ | Усього в НХЛ          | Усього в НХЛ | 989              | 402              | 587              | 989              | 399              | 46      | 16      | 23      | 39      | 12      |

### Міжнародна
| Рік                        | Команда                    | Турнір                     | Місце                      |    | І  | Г  | П  | О | ШХ |
| -------------------------- | -------------------------- | -------------------------- | -------------------------- | -- | -- | -- | -- | - | -- |
| 1991                       | Канада U18                 | ТК                         | 2                          | 5  | 4  | 8  | 12 | 2 |    |
| 1992                       | Канада U20                 | МЧС                        | 6-е                        | 6  | 1  | 1  | 2  | 2 |    |
| 1993                       | Канада U20                 | МЧС                        | 1                          | 7  | 2  | 6  | 8  | 2 |    |
| 1993                       | Канада                     | ЧС                         | 4-е                        | 8  | 2  | 7  | 9  | 0 |    |
| 1994                       | Канада                     | ОІ                         | 2                          | 8  | 3  | 4  | 7  | 2 |    |
| 1994                       | Канада                     | ЧС                         | 1                          | 8  | 5  | 7  | 12 | 2 |    |
| 1996                       | Канада                     | ЧС                         | 2                          | 8  | 4  | 3  | 7  | 2 |    |
| 2002                       | Канада                     | ОІ                         | 1                          | 6  | 3  | 1  | 4  | 0 |    |
| Юніорська/молодіжна збірні | Юніорська/молодіжна збірні | Юніорська/молодіжна збірні | Юніорська/молодіжна збірні | 18 | 7  | 15 | 22 | 6 |    |
| Національна збірна         | Національна збірна         | Національна збірна         | Національна збірна         | 38 | 17 | 22 | 39 | 6 |    |